# 1480
1480 (MCDLXXX) a fost un an bisect al calendarului iulian, care a început într-o zi de sâmbătă.

## Evenimente
- 1 iunie: Ștefan cel Mare înfrânge oastea munteană condusă de Basarab cel Tânăr.

## Nașteri
- Pier Gerlofs Donia, războinic legendar olandez (d. 1520)
- Fernando Magellan

## Decese
- dată necunoscută: Jean Fouquet pictor francez (n. 1420)
- 10 iulie: René de Anjou  (n. 1409)
- 19 mai: Jan Długosz  (n. 1415)
- 22 decembrie: Basarab Laiotă cel Bătrân  (n. ?)
- dată necunoscută: Nicolae de Modrussa  (n. 1427)